# Сумское (Харьковская область)
Сумское (укр. Сумське) — село, 
Петропольский сельский совет,
Шевченковский район,
Харьковская область.
Код КОАТУУ — 6325785809. Население по переписи 2001 года составляет 113 (46/67 м/ж) человек.

## Географическое положение
Село Сумское находится на берегу реки Средняя Балаклейка,
выше по течению примыкает село Петрополье,
ниже по течению примыкает село Богодаровка.
На реке большая запруда.
Рядом проходит автомобильная дорога Т-2110.

## История
- 1820 — дата основания.